# Hans Hohenester (Verleger)
Hans Hohenester (* 28. Juli 1900 in Offenbach am Main; † 1962) war ein deutscher Druckereibesitzer und Verleger. Er war ein frühes NSDAP-Mitglied, Träger des Blutordens und von 1938 bis 1945 Vorsitzender des Bundes Naturschutz in Bayern.

## Leben
Hans Hohenester studierte nach dem Ersten Weltkrieg Volkswirtschaft in München und Tübingen. Der Druckereibesitzer und Verleger galt als ein alter „Gefolgsmann des Führers und Träger des Blutordens und des Goldenen Parteiabzeichens“. Zum 10. September 1926 trat er der NSDAP bei (Mitgliedsnummer 45.075).
Er war nach dem gesundheitlich bedingten Rücktritt Theodor Künkeles von 1938 bis 1945 Vorsitzender (Führer) des Bundes Naturschutz in Bayern (BN). Der bayerische Innenminister und Gauleiter von Oberbayern Adolf Wagner wurde Schirmherr des BN. Im Verlauf des Zweiten Weltkriegs wurde die Arbeit der Naturschützer immer schwieriger. Räume und Akten der vom BN dominierten Landesstelle für Naturschutz wurden bei einem Bombenangriff auf München am 2./3. Oktober 1943 vernichtet. Nach Kriegsende wurde der Bund Naturschutz aufgelöst und am 13. November 1946 wieder gegründet. Der Nationalsozialist Hohenester wurde als Vorsitzender durch den Biologen und Fachschriftsteller Hans Walter Frickhinger ersetzt. Hohenester war aber auch nach Kriegsende in hervorgehobenen BN-Positionen tätig.
Hans Hohenester war weiter Gesellschafter der Münchner „Druckerei Carl Gerber“, die 1950 den „Verlag des Schwaneberger Album Eugen Berlin“ mit dem Michel-Katalog übernahm. 1963 übernahm nach seinem Tod sein Sohn Hans Hohenester die Geschäftsführung des Gerber-Verlages.